# Simon Blackburn
Simon Blackburn, (rođen 12. srpnja 1944.) britanski je filozof, između ostalog poznat na svom radu popularizacije filozofije. 
U filozofiji je najpoznatiji kao zagovornik metaetičkog kvazirealizma, i kao branitelj Humeovih pogleda na veliki broj pitanja.
Profesor Blackburn je zamjenik predsjednika British Humanist Association, člana International Humanist and Ethical Union.

## Vanjske poveznice
- Službena stranica